# Алізариновий колір
Алізариновий колір — відтінок червоного кольору, названий так, через схожість з органічним барвником алізарин.